# 时村镇
时村镇，是中华人民共和国安徽省宿州市埇桥区下辖的一个乡镇级行政单位。

## 行政区划
时村镇下辖以下地区：
东风村、曹蒲村、从营村、时南村、时东村、奎北村、营孜村、陈村、红旗村、时西村、大蒲村、付楼村、林口村、棒场村、油坊村、刁山村、粱寨村、冲疃村、胡梁村和马楼村。